# Puerto Barrios
Pour les articles homonymes, voir Barrios.
Puerto Barrios est une ville du Guatemala, située sur la côte atlantique dans le département d'Izabal, dont elle est le chef-lieu.

## Description
Puerto Barrios fut nommée d'après l'ancien président Justo Rufino Barrios. Elle est le port maritime le plus important du Guatemala sur la côte des Caraïbes avec la ville voisine de Santo Tomás de Castilla, située à 7 km au sud. En 2003, la population estimée de Puerto Barrios était de 40 900 habitants.
Ancien port bananier, la ville connut son apogée à la « belle époque » de la United Fruit Company. Cette dernière, que l'on surnomme « El Pulpo » (la pieuvre) en raison de sa mainmise sur l'économie et la politique de l'Amérique centrale, détient alors le monopole du port de la ville, entre autres, et des chemins de fer du pays. Elle achemine directement sa production bananière de Puerto Barrios aux États-Unis, principale raison de la croissance économique de la ville.
La ville est desservie par l'Aérodrome de Puerto Barrios.